# Valentina Tserbe-Nèssina
Valentina Tserbe-Nèssina   (Poliske, 8 de gener de 1969) és una biatleta ucraïnesa, ja retirada, que va competir durant la dècada de 1990.
El 1994 va prendre part en els Jocs Olímpics d'Hivern de Lillehammer, on disputà dues proves del programa de biatló. En la prova de l'esprint guanyà la medalla de bronze, la primera medalla olímpica d'Ucraïna com a nació independent. En la prova de relleus per equips fou cinquena. Quatre anys més tard, als Jocs de Nagano, tornà a disputar dues proves del programa de biatló. En la prova de relleus per equips repetí la cinquena posició, mentre en la de l'esprint finalitzà en posicions força endarrerides.
En el seu palmarès també destaquen dues medalles de bronze al Campionat del Món de biatló, el 1996 i 1997.